# Fatou Diome
Fatou Diome (n. 1968, Île de Guior⁠(d), Regiunea Fatick, Senegal) este o scriitoare senegaleză.